# Dead Kennedys
Dead Kennedys bildades 1978 och var ett av de mest stilbildande och betydelsefulla punkbanden under slutet av 1970-talet och början på 1980-talet. Debutalbumet Fresh Fruit for Rotting Vegetables gavs ut 1980. Bandet återförenades 2001, med ny sångare.

## Historia
Dead Kennedys bildades i San Francisco 1978. De spelade in sin första singel California Uber alles 1979. Den var en regelrätt attack mot Kaliforniens guvernör, Jerry Brown. Dead Kennedys snabba, aggressiva punkmusik med politiska texter har fått många efterföljare, och de betraktas som ett av de mest inflytelserika punkbanden någonsin. Tillsammans med bl.a. Black Flag och Bad Brains var de en del av den första amerikanska hardcorevågen. Sångaren Jello Biafra har spelat in musik under eget namn efter att Dead Kennedys splittrades 1986, bland annat i samarbete med kanadensiska punkbandet D.O.A., i samarbete med Ministry i ett projekt kallat Lard och i samarbete med The Melvins. Jello Biafra är även känd som politisk talare och så kallad spokenwordare. 2001 återförenades Dead Kennedys utan Jello Biafra. År 2022 avled trummisen D.H. Peligro till följd av en fallolycka i sitt hem i Los Angeles.

## Medlemmar
- East Bay Ray - gitarr (1978-1986, 2001- )
- Klaus Flouride - bas (1978-1986, 2001- )
- Ron "Skip" Greer - sång (2008 - )

## Tidigare medlemmar
- Jello Biafra - sång (1978-1986)
- Brandon Cruz - sång (2001-2003)
- Jeff Penalty - sång (2003-2008 )
- Ted - trummor (1978-1981)
- 6025 - gitarr (1978-1979)
- D. H. Peligro - trummor (1981-1986, 2001-2022)

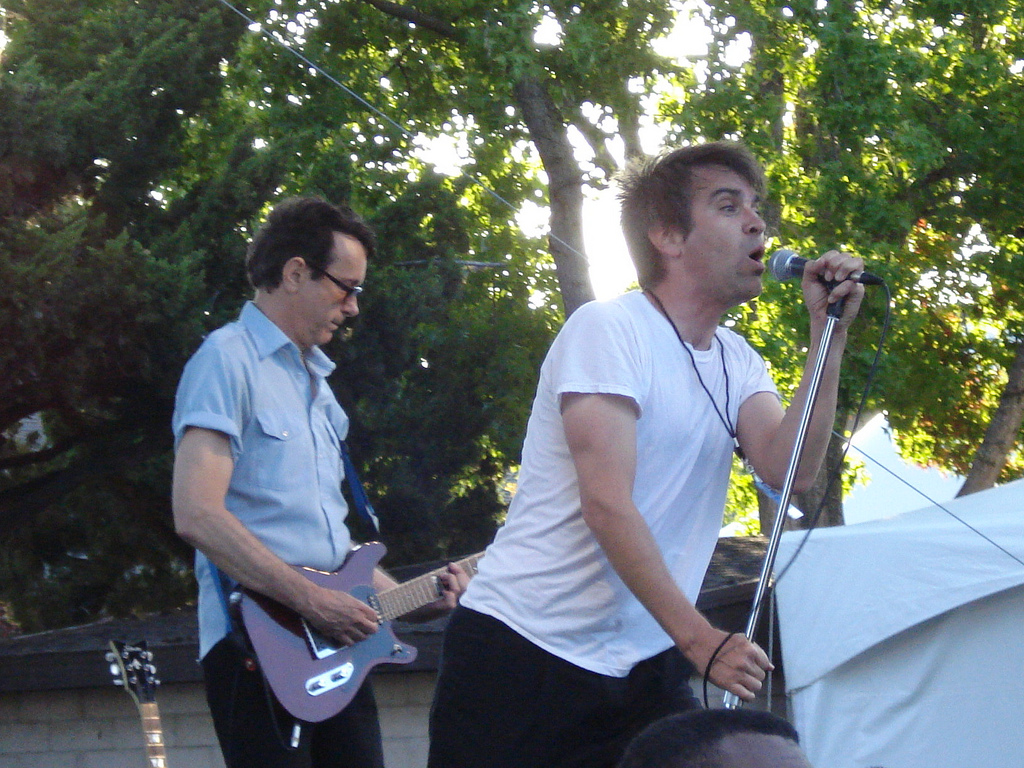
Dead Kennedys 2009.

## Diskografi
- 1980 - Fresh Fruit for Rotting Vegetables
- 1981 - In God We Trust, Inc. (EP)
- 1982 - Plastic Surgery Disasters
- 1983 - A Skateboard Party (Live)
- 1985 - Frankenchrist
- 1986 - Bedtime for Democracy
- 1987 - Give Me Convenience or Give Me Death (Samling)
- 2001 - Mutiny on the Bay (Live)
- 2004 - Live at the Deaf Club (Live)
- 2007 - Milking the Sacred Cow (Samling)